# Vireo approximans
El vireo de Providencia (Vireo approximans), es una especie (o subespecie, dependiendo de la clasificación adoptada) de ave paseriforme, perteneciente al numeroso género Vireo de la familia Vireonidae. 

## Distribución
Se distribuye en las islas de Providencia y Santa Catalina también en los cayos cercanos como Cayo Acuario y Cayo Cangrejo (pertenecientes a Colombia) en el Caribe occidental.

## Taxonomía
Es considerada como especie separada por el Congreso Ornitológico Internacional (IOC Versión 6.2. 2016) y como la subespecie (grupo monotípico) V. crassirostris approximans por Clements Checklist v.2015. Otros autores la tratan como la subespecie V. pallens approximans, del vireo de manglar.